# Curtuiușu Dejului, Cluj
Curtuiușu Dejului (în maghiară Déskörtvélyes, colocvial Körtvélyes, în trad. "Livada cu peri") este un sat în comuna Vad din județul Cluj, Transilvania, România.

## Bibliografie

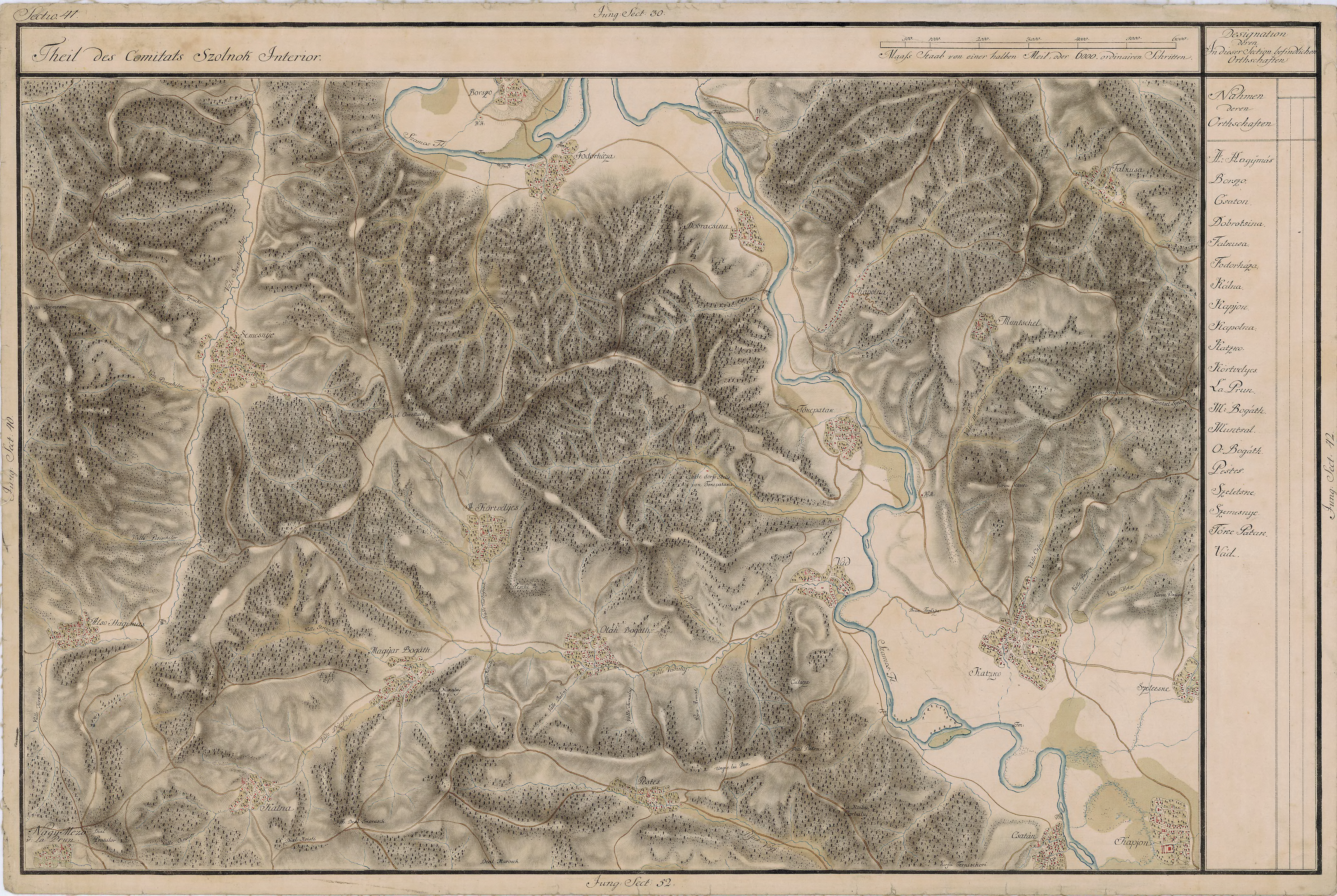
Curtuiuşu Dejului în Harta Iosefină a Transilvaniei, 1769-1773

## Personalități
- Dorin Mateuț (n. 1965), fotbalist.